# Cerma festa
Cerma festa là một loài bướm đêm trong họ Noctuidae.